# محله هوایی دانینگتن
محله هوایی دانینگتن (به انگلیسی: Donnington Airpark) (به زبان بومی: Woodstock Airport) یک فرودگاه همگانی است که یک باند فرود چمن دارد و طول باند آن ۱۵۲۴ متر است. این فرودگاه در کشور استرالیا قرار دارد و در ارتفاع ۷۶ متری از سطح دریا واقع شده‌است.